# Rob Thomas
Rob Thomas (teljes nevén Robert Kelly Thomas; Landstuhl, NSZK, 1972. február 14. –) háromszoros Grammy-díjas amerikai énekes, zenész és dalszerző, a Matchbox Twenty frontembere. A kortárs amerikai pop- és rockzene egyik kiemelkedő alakja, együttesével az 1990-es évek közepén jelent meg az amerikai zenei közéletben. A csapat fő dal- és zeneszerzőjeként mind a kritikusok, mind a közönség hamar felfigyelt a tehetséges zenészre, azonban világhírnevét a Santanával készített Smooth című duett hozta meg 1999-ben. A dal sikerét mutatja, hogy Rob Thomas három kategóriában vehetett át érte Grammy-díjat 2000-ben. Dalszövegíróként több világsztárnak szerzett dalt, de csak 2005-ben kezdte el saját szólókarrierjét építeni. …Something to Be című első szólóalbuma a Billboard 200-as lista első helyén debütált, és eddig több mint hárommillió példány kelt el belőle világszerte. Második szólólemeze 2009 júniusában jelent meg Cradlesong címmel. Rendszeres támogatója különböző karitatív rendezvényeknek; feleségével több alapítványt hozott létre az elmúlt évek során. A dél-karolinai Music and Entertainment Hall of Fame és a New York-i Songwriters' Hall of Fame tagja.

## Életpályája

### Családi háttér
Rob Thomas az NSZK-beli Landstuhlban született 1972-ben, ahol édesapja az ott állomásozó amerikai hadseregben szolgált. Hat hónapos korában a család visszaköltözött az USA-ba, azonban két évvel később szülei elváltak. Ekkor édesanyjával és nővérével a dél-karolinai Lake Citybe költöztek, ahol egy ideig (az azóta elhunyt) anyai nagyanyjuknál laktak. A nagymama egy vegyesbolt tulajdonosa volt, akinél csempészett alkoholt és marihuánát is lehetett kapni. A következő évek során a család többször költözködött; Thomas anyagi okok miatt pár évig a nagyanyjánál lakott, majd ismét édesanyjával és nővérével, akikkel együtt többnyire kedvezőtlen anyagi körülmények között, olcsó lakbérű lakásokban, lakókocsiparkokban éltek.
1983-ban a floridai Orlandóban telepedtek le. Tizenkét éves volt, amikor édesanyját rákbetegnek diagnosztizálták, orvosai szerint mindössze hat hónapja volt hátra. Mivel nővére ekkor már nem lakott velük (17 évesen férjhez ment), a fiú egyedül viselte gondját. Később édesanyja állapotában javulás következett be, azonban megromlott a kapcsolatuk és egyre gyakoribbá vált, hogy az éjszakát inkább a barátainál vagy parkokban töltötte. Ebben az időszakban, 14 évesen tanult meg zongorázni ismerősöktől. A zene egyfajta menekülést jelentett számára a mindennapi problémák elől, így helyi csapatokban kezdett el játszani.
A megoldhatatlannak hitt családi problémák hatására azonban végleg elhagyta otthonát, 17 évesen kimaradt az Altamont Springben működő Lake Brantley Középiskolából is.
A következő három évben autóstoppal bejárta az USA délkeleti részét, újonnan szerzett ismerősöknél (vagy az utcán) lakott és alkalmi munkákból tartotta fenn magát. Később ezek az élmények is inspirálták a matchbox twenty első albumának anyagát.
Thomas állítása szerint az, hogy kapcsolatba került a zenével szinte adta magát. „Rossz társaságban vagy, és egyszer csak… Szerintem azért zenél bárki is, mert nem tartozik sehová. Küszködsz mindennel, aztán hirtelen úgy érzed, tartozol valahová. Legalábbis nálam így történt. Amikor először írtam dalt úgy éreztem, tartozom valahová és része vagyok valaminek. Egyszer csak különlegesnek éreztem magam. Egyedinek, mert rájöttem, hogy tudok dalokat írni. Ez tényleg nagyon különleges volt, hiszen senki sem tanított meg rá hogyan kell.”
Édesanyja 2007 februárjában hunyt el.

### Zenei pályafutása
Miután visszatért Floridába, több helyi együttesben megfordult, míg végül 1992-ben tagja lett a Tabitha's Secret nevű orlandói társulatnak. Matt Serletic producer felfigyelt a zenekarra – elsősorban Thomas énekesi és dalírói adottságaira – és lemezszerződést ajánlott nekik.
Az öttagú zenekarból ketten (Jay Stanley és John Goff) csupán egyetlen lemezre szóló szerződést szerettek volna, hárman viszont (köztük Thomas) úgy döntöttek, elfogadják a hosszú távra szóló szerződést. Mivel egyéb ellentétek is voltak a tagok között, Thomas és két társa (a dobos, Paul Doucette és a basszusgitáros, Brian Yale) 1995 júniusában kiváltak a zenekarból. Két új gitárossal (Adam Gaynorral és Kyle Cookkal) kiegészülve 1995 novemberében megalakították új együttesüket, a matchbox twenty-t, és aláírták a szerződést az Atlantic Records leányvállalatával, a Lava Records-szal.
A Matchbox Twenty 1996 októberében adta ki első albumát Yourself or Someone Like You címmel. Kezdetben az alternatív rockzenekarok közé sorolták őket, hangzásuk alapján olyan együttesekhez hasonlították őket, mint a Counting Crows, a Better Than Ezra, a Collective Soul, illetve a Pearl Jam. Második lemezük megjelenését követően a banda már mint pop-rock együttes szerepelt a köztudatban.
Az első lemezből a megjelenés hetében csupán 600 darab fogyott, és ez hatalmas bukást vetített előre. Az együttes menedzsere rendkívül pesszimistán fogadta az eredményeket: „A menedzserünk közölte velünk, hogy ez a lemez végét jelentheti. Egy másik lemezkiadó fejese pedig azt mondta, hogy menjünk vissza a stúdióba és írjuk újra az albumot, mert nincs rajta olyan dal, amit ki lehetne adni kislemezként” – emlékezett vissza Thomas 2005-ben. Néhány alternatív-rock rádió mégis elkezdte játszani a Long Day című dalukat, és egy birminghami (Alabama állam) adó is felfedezte a Push-t az Atlantic Records befolyása nélkül.
Ahogy a rádióadók egyre többet játszották az album számait, úgy kezdtek emelkedni az eladási adatok is. Mára az első albumukból csak az USA-ban 14 milliót adtak el, így elérte a tizennégyszeres platina státuszt és a gyémántlemez fokozatot is. A NARM (National Association of Recording Merchandisers) 2007 tavaszán „Minden idők 200 legmeghatározóbb könnyűzenei albuma” közé is beszavazta.
Annak ellenére, hogy az album soha nem állt semmilyen toplista első helyén, a csapatnak stabil rajongótábora alakult ki, így az 1990-es évek egyik legsikeresebb amerikai együttesei közé került. A nem túl biztató kezdet után a csapatot 1998-ban a Rolling Stone magazin olvasói a „Legjobb új együttes” címmel tüntették ki.
A Yourself or Someone Like You-t mind Thomas „fiatalkori” élményei ihlették. Igazi kapcsolatokról, valóban átélt érzelmekről, csalódásról és megcsalásról, ténylegesen végigszenvedett szakításokról szólnak. Egy alkalommal a következőket nyilatkozta az albummal kapcsolatban: „Olyan emberekről írok, akik okkal vagy ok nélkül elhagytak. Katartikus lenne, ha tanulnék ebből, de újra és újra elkövetem ugyanazokat a hibákat.” Egy kritikus szerint az album nem más, mint zenés terápia zátonyra futott kapcsolatok esetére, olyan rockzene, amelyik a legtöbbet képes kihozni egy-egy elrontott élethelyzetből. Ezt a nézőpontot a matchbox twenty további albumai csak erősítik.

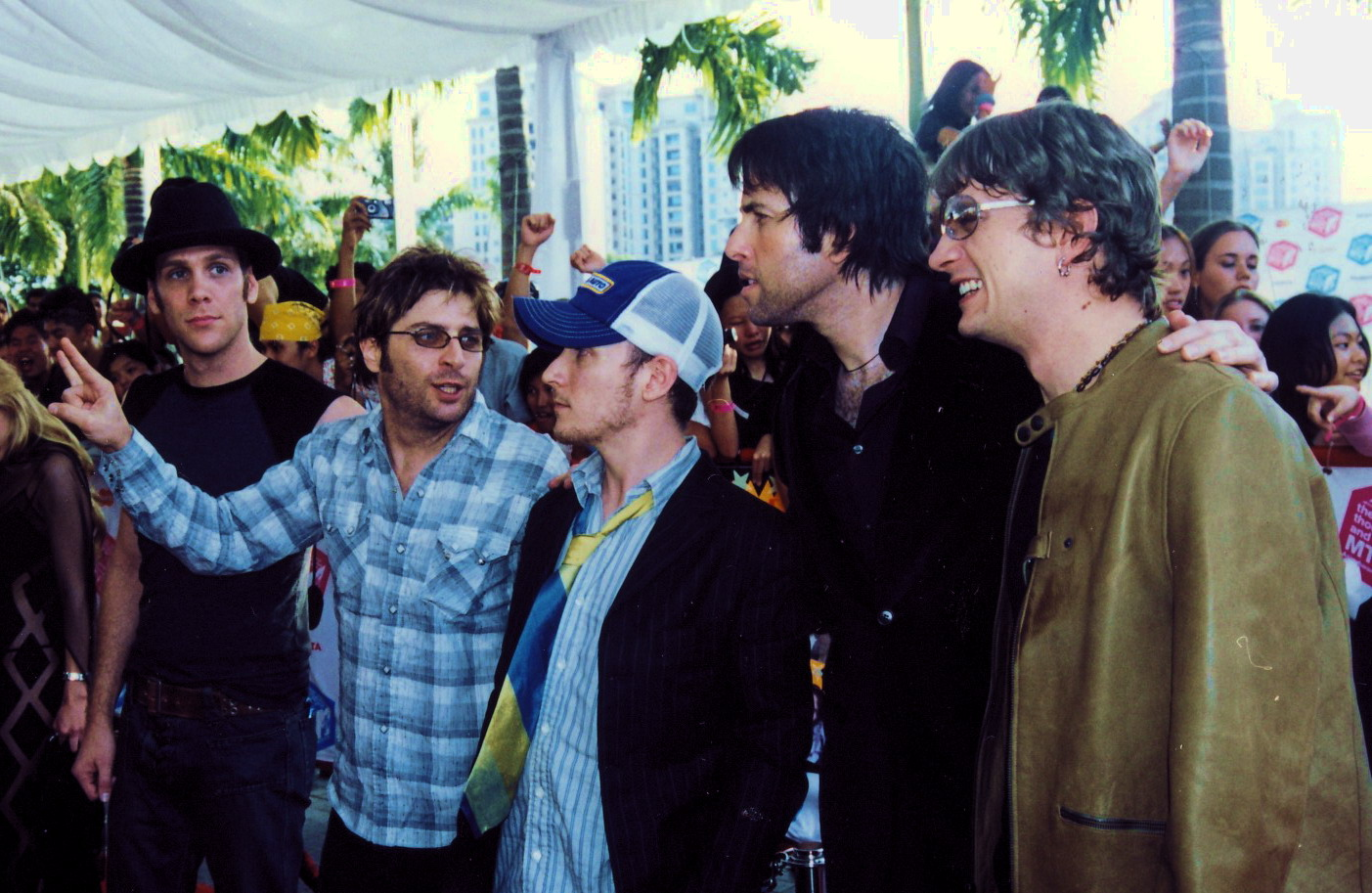
A csapat az MTV Asia díjátadóan 2003-ban

Thomas dalszerzői és énekesi kvalitásaira hamar felfigyeltek, mások mellett Carlos Santana is, aki visszatérő, Supernatural című albumán nemcsak a Smooth című dal megírására, hanem végül eléneklésére is felkérte 1999 tavaszán. Santana így nyilatkozott róla a duett kapcsán: „Imádom Rob Thomas hangszínét. A hangja és a szíve egy és ugyanaz. A szívét érzem a hangján keresztül.”
Az énekes eleinte kételkedett a dal sikerében, azonban megérzése tévesnek bizonyult, a duett világszerte óriási sikert aratott, ami neki és csapatának hatalmas médiafigyelmet hozott. A dal az USA-ban 12 hetet töltött a Billboard Hot 100 élén, valamint 40 hetet a TOP 10-ben. A Smooth 1999 legsikeresebb dala lett, 2000-ben Thomas az "Év felvétele", az "Év dala" és a "Legjobb vokális popzenei együttműködés" kategóriákban nyert egy-egy Grammy-díjat a dalért.
A Matchbox Twenty további két albuma (Mad Season, 2000; More Than You Think You Are, 2002) is sikeresnek bizonyult, a csapatnak eddig több listavezető slágere volt az amerikai Billboard Adult Contemporary és Adult Top 40-es listákon, mint eddig bárki másnak a könnyűzene története során.
Adam Gaynor 2005 januárjában kiszállt a formációból, máig tisztázatlan okok miatt.

### Rob Thomas, a dalszerző
A Smooth sikere után Thomas újabb dalszerzői felkéréseket kapott. Az utóbbi években többek között olyan előadóknak írt számokat, mint Mick Jagger, Willie Nelson, Marc Anthony vagy az Antigone Rising. 
Kimagasló dalszerzői tehetségét többször elismerték: 2001-ben felvették a dél-karolinai Music and Entertainment Hall of Fame-be, James Brown, Minnie Pearls és Dizzy Gillespie társaságában. (Azóta is ő az a zenész, aki legfiatalabb korában került e világnagyságok közé.) 2004 júniusában pedig Starlight-díjat vehetett át, amit újonnan alapított és ítélt oda a zeneipar fiatal tehetségeinek a Songwriters’ Hall of Fame. Az énekesnek ezen felül tizenhárom BMI dalszerzői díja is van.
2008 júliusában Thomas-t felkérték a Nemzetközi Dalszövegírói Verseny (International Songwriting Competition) egyik zsűritagjának is.
Dalszerzői technikáját egyszer a következőképpen magyarázta: „Megpróbálok érzésből írni. Nem tudok rendelésre dalt szerezni, leülni egy asztalhoz csak azért, mert úristen, valamit muszáj írnom. Várok addig, amíg valami inspirál, megérint és elindul a fejemben egy dallam, amit megpróbálok követni. Csak ilyen alapon tudok írni.”
Arra a kérdésre, hogy mi inspirálja dalszerzéskor, a következőket mondta: „Idővel felismertem, hogy maga az élet vált a múzsámmá. A házasságomtól kezdve a munkámon át minden a zeneszerzésre inspirál. Végül te magad leszel a saját múzsád.”
Több előadót említ, akik komoly hatást gyakoroltak zenéjére: „Dél-Karolinában nőttem fel, ahol minden a tradicionális countryról szólt: George Jones, Merle Haggard, Willie Nelson, Waylon Jennings, Conway Twitty, Tammy Wynette, Loretta Lynn, Johnny Cash – nagy sztárok, akik mind nehéz sorban éltek. Ez az, amiért dalszerző akartam lenni. Majd mintegy logikus módon felfedeztem Billy Joel és Elton John zenéjét. Mikor Floridába költöztem, elkezdtem értékelni Elvis Costellót. Egyik barátnőm pedig megismertette velem a The Cure-t és a Violent Femmes-t.”

### Szólókarrier
A Smooth sikere és a több világsztárnak írt dala után Rob Thomas és zenekara egy időre visszavonult és szólóprojektjeikre koncentráltak. Hivatalosan 2003 novemberében jelentette meg első önálló dalát A New York Christmas címmel. A dal bevételeit Sidewalk Angels nevezetű jótékonysági alapítványán keresztül teljes egészében a New York-i Pets Alive állatmenhely javára ajánlotta fel.
Első szólóalbuma 2005 áprilisában jelent meg …Something to Be címmel, mely az amerikai Billboard lista 1. helyén debütált, és rögtön két rekordot is felállított: ő volt az első férfi énekes aktív zenekarból, akinek első szólóalbuma a Billboard 1955-ös indulása óta az 1. helyen debütált, ezenkívül DualDisc formátumban kiadott lemez még sohasem került első helyre. Kiadásának első hetében 252 000 példány kelt el belőle az Egyesült Államokban, így Mariah Carey nagy visszatérő albumát, a The Emancipation of Mimi-t szorította le a Billboard Hot 100 éléről.
Az album koncepcióját a következőképpen fogalmazta meg: „Változatos hangzású albumot próbáltam készíteni, amelynek nincs meghatározó stílusa, hogy egyértelműen különbözzön a matchbox twenty lemezeitől.”
Az énekes a Matchbox Twenty száraz, indulatos rockzenéjétől eltérően egy jóval dallamosabb és derűsebb hangvétellel állt elő, melynek köszönhetően dalait egy jóval szélesebb közönséghez sikerült eljuttatnia. Ezt a friss, üde hangzást a kritikusok többsége is elismeréssel fogadta.
A lemez első slágere a rendkívül fülbemászó, R&B elemekkel tarkított Lonely No More volt, mely egyértelműen jelezte Thomas megújulását mind hangzásban, mind külsőségekben. Az albumról végül öt kislemezt adtak ki.
A …Something to Be világszerte sikeres lett, az eladott példányok száma meghaladja a 3 milliót. [forrás?] Az album három dalát (Lonely No More, This is How a Heart Breaks, Streetcorner Symphony) több reklámfilmhez is felhasználták az USA-ban. A Lonely No More Amerikában a 6., Ausztráliában pedig a legtöbbet játszott külföldi dal lett 2005-ben. Utóbbi elismeréseként Thomas ausztrál zenei díjat (APRA-t) kapott 2006 júniusában. Ezenfelül a Lonely No More-t 2005 novemberében a "Legjobb férfi pop vokális előadás", a This is How a Heart Breaks-t pedig a "Legjobb szóló rock vokális előadás" kategóriákban jelölték Grammy-díjra. A Lonely No More Magyarországon is népszerű volt: 2005 júniusában két héten át vezette a Viva Chart Show-t, valamint tíz hétig a MAHASZ Rádiós Top 40-es listáját.

| „ | A zene számomra azt jelenti, hogy energiát teremtek és szavakba öntök személyes pillanatokat, amelyek majd jelentenek valamit az embereknek. | ” |
|   | |   |

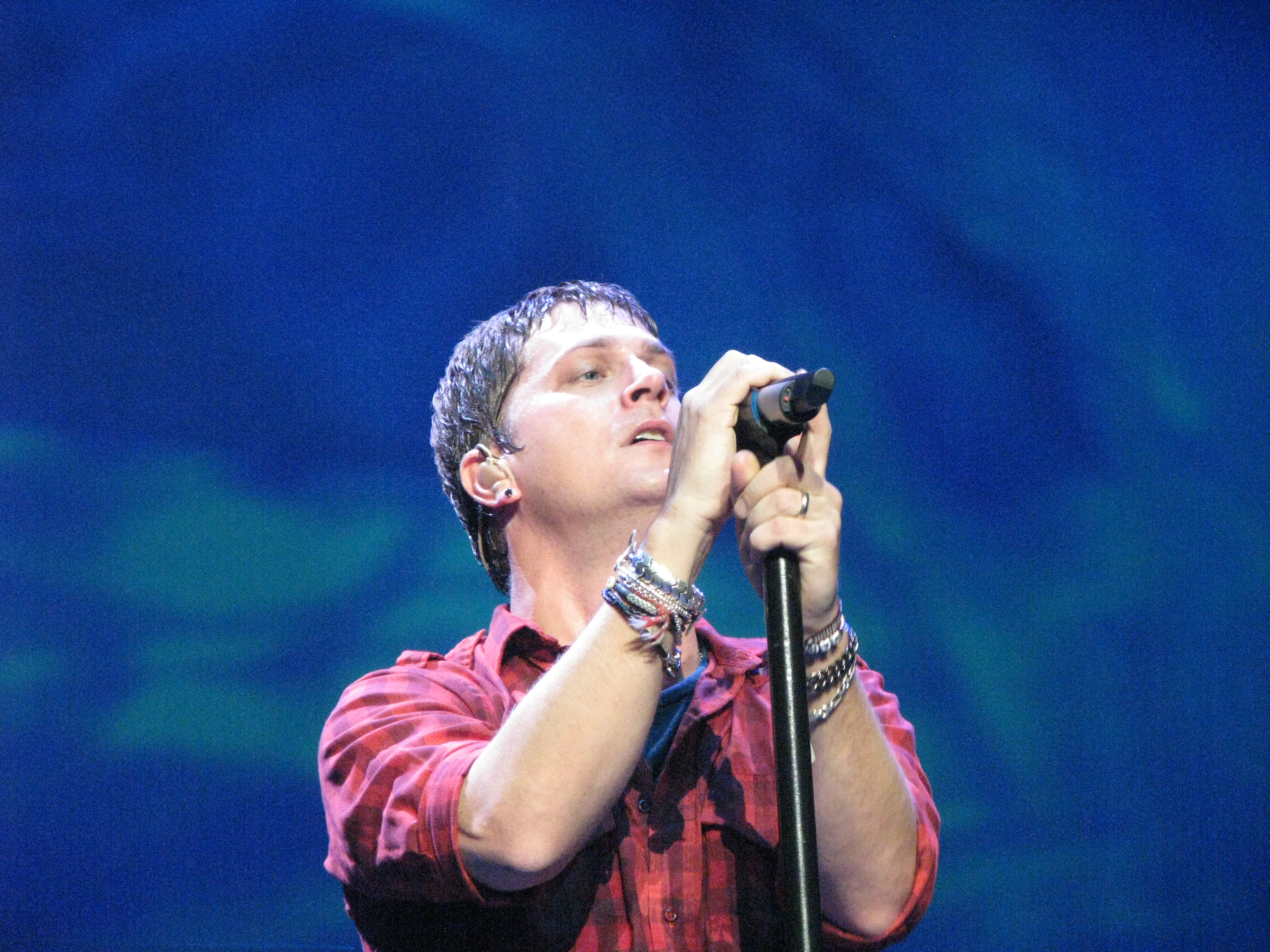
Cradlesong Turné 2009. szeptember 30.

A …Something to Be Turnéra 2005 áprilisa és 2006 júliusa között került sor, amely elsősorban az USA-t, Kanadát, továbbá Nyugat-Európát és Ausztráliát érintette.
2007 februárjában Thomas a Disney animációs filmjéhez, A Robinson család titkához készített betétdalt Little Wonders címmel.
Szólóalbumának felvételeit, népszerűsítését és fogadtatását Gillian Grisman rendezőnő dokumentumfilm formájában örökítette meg. Az anyag My Secret Record: Or How I Learned to Stop Worrying and Love the Biz címen került bemutatásra 2007. április 19-én a Nashville-i Filmfesztiválon, a Los Angeles-i premier pedig június 28-án volt.
Első szólóalbuma népszerűsítése után csapatával 2007 áprilisában álltak össze újra, hogy felvegyenek néhány új dalt készülő, Exile on Mainstream című válogatáslemezükhöz. Az anyag 2007. október 2-án, a Yourself or Someone Like You című debütáló albumuk után pontosan tizenegy évvel jelent meg. Az együttes producere már Steve Lilliwhite volt, aki korábban többek között Peter Gabriellel, a U2-val és a Rolling Stonesszal dolgozott együtt.
Rob Thomas 2008 tavaszán kezdte el új albumának felvételeit Matt Serletic segítségével, ami 2009. június 30-án került a boltokba Cradlesong címmel. Az album stílusával kapcsolatban a következőket mondta: "Azzal az ötlettel álltunk elő, hogy megcsináljuk Paul Simon The Rhythm of the Saints című albumának új változatát, és tulajdonképpen ez vezérelt minket végig. Ez teljesen más alapra helyezte a munkát, például felmerült a kérdés: hogyan fogom a popos oldalam e köré és ebbe bedolgozni? Ez igazán szórakoztató volt. De amikor zenét szerzel különböző fázisokon mész keresztül és ez esetben a stílus egy másik irányt vett, amit követtem."
Thomas összesen 27 dalt írt, azonban a lemezre csak 14 került fel. A többi dalt különböző formátumokban (iTunes Store, B-oldalak) jelentette meg az énekes. Az album első kislemeze a Her Diamonds című dal volt, ami 2009 április közepén jelent meg hivatalos honlapján. A számhoz készült videóban Alicia Silverstone szerepel. Második albumával egy időben jelent meg Live at Red Rocks címmel első önálló koncert DVD-je is, amit a Something To Be Turné coloradói állomásán vettek fel 2006. június 28-án.
2010 februárjában közreműködött a We Are the World átdolgozásában (We Are the World 25 for Haiti) is, melynek teljes bevételét a Haitin bekövetkezett földrengés okozta károk enyhítésre fordítottak.
2010 júniusában Thomas Daryl Hall havonta jelentkező internetes koncertsorozatának, a "Live From Daryl's House"-nak volt a vendége. A minikoncert során előadták a matchbox twenty 3AM és Disease című dalát, az énekes szólószámai közül pedig a Someday-t és az Ever The Same-et. Feldolgozásképpen a Hall and Oates együttes She's Gone, Kiss On My List című számát és Marvin Gaye I Heard It Through The Grapevine-ját választották.
2010 szeptemberében Santanával újabb duettet készített az együttes Guitar Heaven című feldolgozásalbumára. A közös munka eredménye a Cream Sunshine of Your Love című dalának feldolgozása lett.
A következő Matchbox Twenty album 2011-ben várható.

## Jótékonysági és egyéb tevékenysége
Rob Thomas zenei karrierje mellett jótékonysági tevékenységet is folytat elsősorban az ő és felesége által 2004 nyarán létrehozott Sidewalk Angels nevezetű nonprofit alapítvány keretei között. Az alapítvány a hajléktalanokat és egészségbiztosítást fizetni képtelen rászorulókat támogató szervezeteket, illetve a gazda nélkül maradt vagy bántalmazás miatt elkobzott állatokat gondozó menhelyeket – köztük a Pets Alive-ot – segíti.
Ezen felül zenéjével is próbál különböző jótékonysági akciókat támogatni: 2002 óta minden év decemberében részt vesz a New York-i Blythedale Gyermekkórház megsegítésére szervezett karácsonyi koncerteken. 2005-ben fellépett többek között az amerikai VH1 Save the Music koncertjén (iskolai hangszeres zeneoktatás támogatása), valamint a Live 8 philadelphiai helyszínén (afrikai országok megsegítése). De ott volt a Katrina hurrikán okozta károk enyhítésére szervezett jótékonysági eseményeken, a Fashion Rocks 2005-ön és az MTV Networks ReAct Now – Music & Relief koncertjén is.
2006 őszén a Sony BMG Epic Records részeként R Tel Records néven saját lemezkiadót alapított fiatal zenészek felkarolásának nem titkolt szándékával.
2009 júliusában a Lyric Culture amerikai divatcég Thomas két dalának (Smooth, Streetcorner Symphony) inspirálásával limitált kiadású kollekciót dobott piacra az amerikai Bloomingdale's áruházakon keresztül. A divatcég korábban olyan művészekkel állt össze, mint a The Beatles, a The Rolling Stones, Bob Dylan és David Bowie, így Thomas volt az első kortárs művész, akivel a cég együtt dolgozott.
Az énekes nyíltan támogatja az azonos neműek házasságát is.

## Magánélete

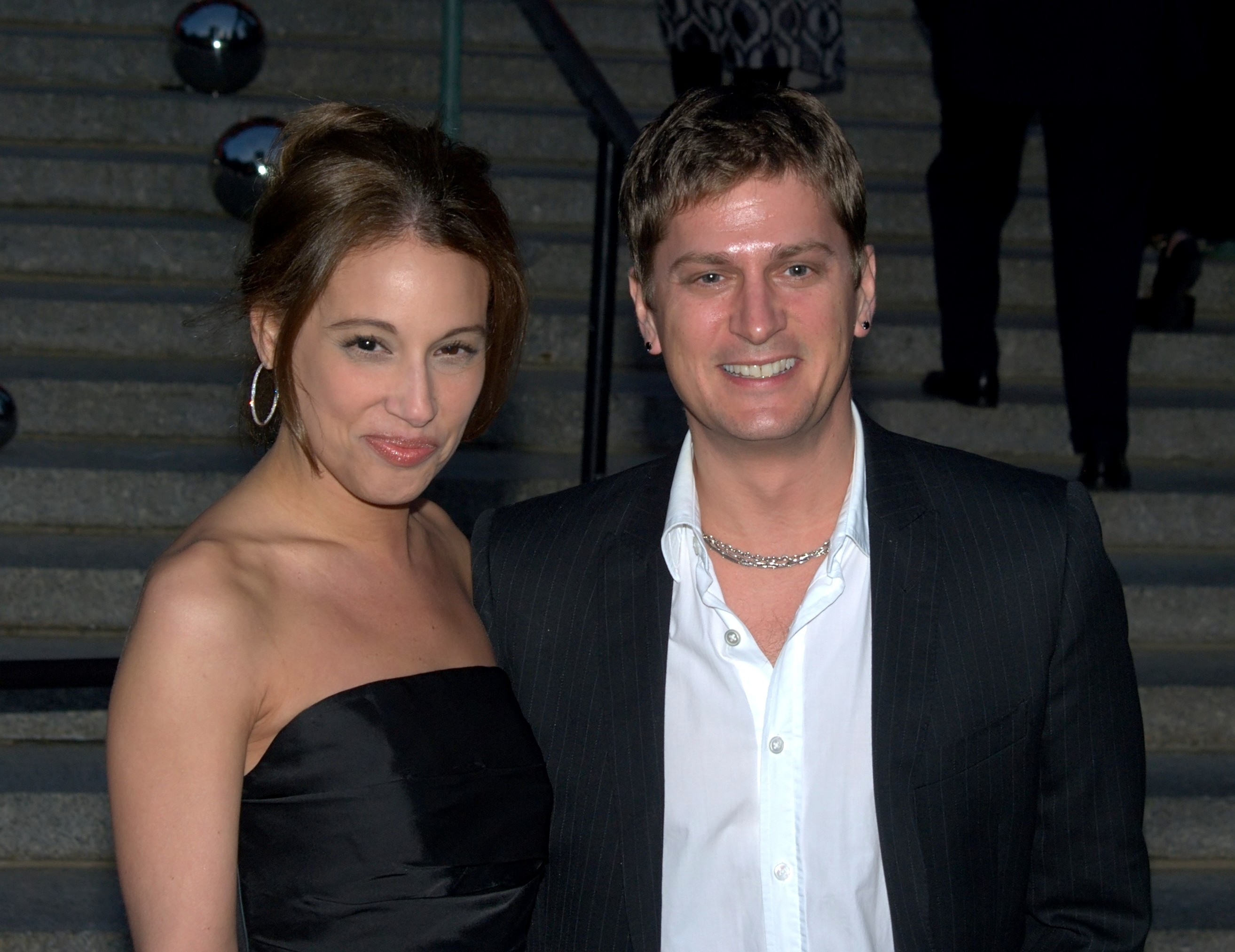
Feleségével a 2010-es Tribeca Filmfesztiválon

Thomasnak 1998-ban egy korábbi kapcsolatából fia (Maison Avery William Thomas) született, akivel a mai napig jó viszonyt tart fenn. Ugyanebben az évben ismerkedett meg a Puerto Ricó-i származású Marisol Maldonado modellel, aki 1976. május 27-én született New York Queens negyedében. A New York-i St. John’s Egyetemen szerzett marketingből diplomát. A matchbox twenty egyik montréali koncertje után mutatta be őket egymásnak egy közös ismerősük, és 1999. október 2-án házasodtak össze Kaliforniában. Marisol a modellkedés mellett a Sidewalk Angels és a Pets Alive ügyeit igazgatja, de aktív résztvevője férje karrierjének is. Ő volt a főszereplője a Smooth és az Ever the Same című számokhoz készült klipeknek, valamint társproducere a My Secret Record című dokumentumfilmnek.
Jelenleg New Yorktól nem messze, a Westchester County-beli Bedfordban élnek.

## Diszkográfia
- …Something to Be (2005)
- Cradlesong (2009)
- The Great Unknown (2015)
- Chip Tooth Smile (2019)
- Something About Christmas Time (2021)

## Díjai, elismerései
Hivatkozás: 
Grammy-díj:
- Az év dala – Smooth (2000)
- Az év felvétele – Smooth (2000)
- Legjobb vokális popzenei együttműködés – Smooth (2000)

Grammy-jelölés:
- Legjobb férfi pop vokális előadás – Lonely No More (2005)
- Legjobb szóló rock vokális előadás – This is How a Heart Breaks (2005)

Billboard Music Award:
- Billboard Hot 100 Songwriter of the Year (az Év dalszerzője díj) a Smooth-ért (2000)[45]
- Billboard Hot 100 Songwriter of the Year (az Év dalszerzője díj) az If You're Gone-ért (2001)[46]

BMI dalszerzői díj a következő dalokért:
- 3AM
- Back2Good
- Bent
- Bright Lights
- Disease
- How Far We've Come
- If You're Gone
- Mad Season
- Push
- Real World
- Smooth
- These Hard Times
- Unwell

Egyéb elismerések:
- 1998-ban a People Magazin olvasói beválasztották a „Világ 50 legszebb embere” közé[48]
- R.I.A.A. Platina díj a Smooth-ért (1999)[49]
- Touch Tunes-díj – Legtöbbet játszott dal – Smooth (2000)[49]
- Kaliforniai Zenei-díj a kiemelkedő dal kategóriában a Smooth-ért (2000)[49][50]
- VH-1 "Your Song Kicked Ass But Was Played Too Damn Much"- díj a Smooth-ért (2000)[49]
- Starlight Award – kiemelkedő dalszerzői munkásságáért (2004)[51]
- APRA (Ausztrál Zenei Díj) a legtöbbet játszott külföldi dal kategóriában a Lonely No More-ért (2006)
- WORLDSPACE® Satellite Radio – Channel Artist Award – Az év előadóművésze (2007)[52]
- Annie-díj jelölés a Robinson család titkának zenéjéért Rufus Wainwrighttal és Danny Elfmannel közösen (2007)[53]

## Kritikák
| „                              | Ebből a generációból csak Rob Thomas képes olyan népszerű rockdalokat írni, amelyeket az emberek öt év múlva is fütyülni fognak. | ” |
| – Roger Friedman – FoxNews.com | |   |

| „               | Egyáltalán nem aggódom a jövő rockzenéjét illetően, amíg olyan fiatalok zenélnek, mint Rob Thomas. A jövő hangzása biztos kezekben van. | ” |
| – Willie Nelson | |   |

| „                               | Santana Smooth c. dala után már a legszkeptikusabb kritikusoknak is el kellett ismerniük, hogy Rob Thomas kivételesen tehetséges énekes-dalszerző. Ezt a megállapítást csak megerősíti a …Something to Be című megkapó, helyenként meglepő szólóalbuma. | ” |
| – David Wild – RollingStone.com | |   |